# گالابودا
گالابودا (به لاتین: Galaboda) یک منطقهٔ مسکونی در سری‌لانکا است که در استان مرکزی (سری‌لانکا) واقع شده‌است.